# Notoplites aviculariae
Notoplites aviculariae är en mossdjursart som först beskrevs av Yanagi och Okada 1918.  Notoplites aviculariae ingår i släktet Notoplites och familjen Candidae. Inga underarter finns listade i Catalogue of Life.